# 施文儀臉書案
施文儀臉書案，發生於2012年10月的台灣新聞事件。行政院衛生署疾病管制局副局長施文儀在臉書上分別刊登兩則訊息，質疑台灣免美簽以及中國大陸留學生加入全民健康保險計畫，與行政院政策不同。經新聞報導後，行政院院長陳冲指示行政院人事行政總處調查此事，並以違反《公務員服務法》為由研究是否進行懲處。這是台灣第一件公務員因為臉書發言而遭行政調查與懲處的案子，支持者認為行政官員需有行政倫理、不能隨便發言反對政府政策，反對者認為此舉可能侵害言論自由。
行政院人事行政總處最終決定，只作口頭申誡，不做其他懲處。這將成為日後相關案件的行政先例。

## 事件內容
2012年10月10日，施文儀在個人臉書頁面發表兩則訊息。他首先質疑免美簽，認為仍然需要先在網路線上辦理，並不能算是免簽證。他認為，此舉是因為美國為節省人力成本，裁撤了相關人員，因為人力不足才增加免簽證國，並不是對台灣外交上的特別待遇。接著，他反對將中國留學生加入健保，認為這是以台灣人民的錢，來補貼中國學生。他主張外國學生可以自費購買商業醫療險，不必由健保負擔。

## 發展歷史
11日，經新聞報導後，施文儀表示訊息只是與朋友間的交流，立即關閉臉書，停止對外發言，並向外交部與長官致歉。吳育昇代表中國國民黨立院黨團對施文儀表示不滿，考試院院長關中也發表談話譴責施文儀。陳冲隨後指示人事行政局對此進行查辦。
在藍營政治人物出言之際，一群醫界人士在臉書開設「聲援疾管局副局長施文儀『反對外籍學生納入台灣全民健保』」活動，短時間內即獲得兩萬多名網友加入支持。

## 法律爭議
這個事件的主要爭議點，在於施文儀是否違反《公務人員服務法》，是否違反行政倫理。以及，公務員是否可以發表對於國家政策的不同意見。
主張應懲處施文儀者，主要依據《公務人員服務法》第四條第二項規定：「公務員未得長官許可，不得以私人或代表機關名義，任意發表有關職務之談話」。以及《公務員服務守則》第八點「公務人員應發揮團隊合作精神，踐行組織願景，提高行政效率與工作績效，以完成施政目標及提升國家競爭力」。陳冲與國民黨黨團認為，施文儀已經違反了這兩個規定，應進行懲處。
但是，反對意見認為，施文儀為疾管局副局長，外交與健保並不是他直接主管的業務，因此《公務人員服務法》並不適用於此案件。且先前政府官員，如經建會主委尹啟銘、發言人胡幼偉，經常在部落格與臉書，針對自身職務發表意見，但都沒有受到懲處，這也受到外界質疑是否標準不一。
此外，施文儀的發言，是否破壞團隊精神，影響施政目標及國家競爭力，這也是另一個爭議焦點。支持者認為，公務人員有行政倫理，不能對長官及既定政策提出反對意見。但是憲法保障了人民有言論自由，公務人員也是公民，也應享有公民權，這是不是影響到言論自由，也受到討論。

## 結果
人事行政局最終做出決定，認為施文儀並未違反《公務人員服務法》規定，至於違反服務守則部份，只做口頭申誡，不做其他懲處。這個決定，將會成為未來處理相關事件的方針。